# Urochroa
Urochroa (bergnimfen) is een geslacht van vogels uit de familie kolibries (Trochilidae) en de geslachtengroep  Heliantheini (briljantkolibries). Er zijn twee soorten:
- Urochroa bougueri  – Roestteugelbergnimf
- Urochroa leucura  – Groenrugbergnimf